# Dina Kamínskaia
Dína Issáakovna Kamínskaia (en ruso: Ди́на Иса́аковна Ками́нская; Dnipró, 13 de enero de 1919-Falls Church, Virginia, 7 de julio de 2006) fue una abogada y activista de los derechos humanos ucraniana conocida por su participación en los juicios de los disidentes soviéticos.

## Biografía
El escritor Yuli Daniel contrató a Kamínskaia como abogada cuando, en diciembre de 1965, fue procesado junto a Andréi Siniavsky, pero el estado soviético se negó a permitir que ella hablara ante el tribunal en su nombre. Más adelante, defendió a Vladímir Bukovski en 1967. También defendió a Iuri Galanskov (que moriría en un campo de trabajo soviético), Anatoli Márchenko (que también moriría un campo de trabajo), Larissa Bogoraz, Pàvel Litvínov y al activista tártaro de Crimea Mustafà Djemílev.
A Kamínskaia se le impidió defender a Bukovski en su juicio de 1971 y a Serguei Kovalov en 1975. En 1977, después de haber sido desposeída de su licencia para ejercer como abogada, fue excluida de la defensa de Natán Sharanski. 
Debido a su trabajo de defensa política, Kamínskaia se vio obligada a exiliarse a los Estados Unidos en 1977.
El libro de Kamínskaya Juicio final: mi vida como abogada defensora. En 1984, el libro fue publicado en ruso bajo el título de Notas de un abogado.
La reciente publicación de Estrellas de la defensa cualifica a Dina Kamínskaia y Sofía Kalistrátova como estrellas de la profesión legal en la Rusia soviética.
Kamínskaia estuvo casada con Konstantín Simios y tuvieron un solo hijo, Dimitri Simes. Murió en Falls Church, Virginia, en 2007.